# Municipio Madera
Koordinaten: 29° 21′ N, 108° 16′ W
Madera ist ein Municipio mit etwa 30.000 Einwohnern im mexikanischen Bundesstaat Chihuahua. Das Municipio hat eine Fläche von 8748,4 km². Verwaltungssitz und größter Ort des Municipios ist das gleichnamige Madera.
Im Municipio Madera liegen unter anderem die archäologischen Fundstellen Complejo Huapoca und Cuarenta Casas und Teile der Naturschutzgebiete Tutuaca und Campo Verde.

## Geographie
Das Municipio Madera liegt im Westen des Bundesstaats Chihuahua auf einer Höhe zwischen 600 m und 2900 m. Es zählt zur Gänze zur physiographischen Provinz der Sierra Madre Occidental. 86,4 % des Municipios liegen in der hydrologischen Region Sonora Sur und entwässern in den Golf von Kalifornien, der Rest im endorheischen Becken der Cuencas Cerradas del Norte (Casas Grandes). Die Geologie des Municipios wird zu 50 % von rhyolithischem Tuff bestimmt bei 41 % Basalt und 4 % Alluvionen; vorherrschende Bodentypen im Municipio sind der Phaeozem (50 %), Umbrisol (13 %), Luvisol (9 %), Cambisol und Leptosol (je 8 %). 90 % des Municipios sind bewaldet, 6 % dienen dem Ackerbau, 4 % werden als Weideland genutzt.
Das Municipio grenzt an die Municipios Casas Grandes, Ignacio Zaragoza, Gómez Farías und Temósachi sowie an den Bundesstaat Sonora.

## Bevölkerung
Beim Zensus 2010 wurden im Municipio 29.611 Menschen in 8.271 Wohneinheiten gezählt. Davon wurden 264 Personen als Sprecher einer indigenen Sprache registriert, darunter 186 Sprecher des Pima. 5,8 Prozent der Bevölkerung waren Analphabeten. 10.637 Einwohner wurden als Erwerbspersonen registriert, wovon 77 % Männer bzw. 6,5 % arbeitslos waren. 9,2 Prozent der Bevölkerung lebten in extremer Armut.

## Orte
Das Municipio Madera umfasst 220 bewohnte localidades, von denen neben dem Hauptort auch El Largo und Nicolás Bravo vom INEGI als urban klassifiziert sind. 15 Orte wiesen beim Zensus 2010 eine Einwohnerzahl von über 200 auf. Die größten Orte sind:
| Ort                            | Einwohner |
| Madera                         | 15.447    |
| El Largo                       | 03.522    |
| Nicolás Bravo                  | 01.862    |
| Las Varas (Estación Babícora)  | 01.417    |
| Mesa del Huracán (Chihuahuita) | 01.102    |
| La Norteña                     | 00.822    |